# Frederico Guilherme, Eleitor de Hesse
Frederico Guilherme I de Hesse (20 de agosto de 1802 - 6 de janeiro de 1875) foi o último príncipe-eleitor de Hesse-Cassel entre 1847 e 1866.

## Família
Frederico era o quarto filho do príncipe-eleitor Guilherme II de Hesse e da princesa Augusta da Prússia. Os seus avós paternos eram o eleitor Guilherme I de Hesse e a princesa Guilhermina Carolina da Dinamarca. Os seus avós maternos eram o rei Frederico Guilherme II da Prússia e a condessa Frederica Luísa de Hesse-Darmstadt.

## Biografia
Durante a ocupação francesa de Hesse-Cassel (1806-1813), Frederico ficou com a sua mãe em Berlim. A sua relação com o pai sofreu devido à relação que este mantinha com Emilie Ortlöpp.
Frederico foi educado em Marburgo e Lípsia. Tornou-se co-regente a 30 de setembro de 1831 e eleitor em 1847. Influenciado pelo seu ministro Hans Daniel Ludwig Friedrich Hassenpflug, levou a cabo uma política reaccionária que o tornou muito pouco popular. Foi forçado a ceder às exigências da Revolução de Março, mas voltou a colocar Hassenpflug em 1850, depois da revolução ser reprimida.
Durante a Guerra Austro-Prussiana (1866), ficou do lado da Áustria. A cidade de Cassel foi ocupada pela Prússia e, em consequência da sua recusa para negociar, foi levado como prisioneiro para Stettin a 23 de junho. Hesse-Cassel foi anexado à Prússia no mesmo ano.
Frederico nunca aceitou o domínio prussiano no seu território. Mesmo depois da unificação da Alemanha em 1871, tentou recuperar o seu trono. Morreu em Praga em 1875.

## Casamento e descendência
Frederico casou-se morganaticamente a 26 de junho de 1831 com Gertrude Falkenstein, filha de Johann Gottfried Falkenstein e de Magdalena Schulz. O casal teve nove filhos, alguns dos quais nascidos antes do casamento.